# Gerichte in Baden (Südbaden)
Dieser Artikel beschreibt die Gerichtsorganisation in dem nach dem Ende des Zweiten Weltkriegs gebildeten Land Südbaden bzw. Baden.

## Ordentliche Gerichtsbarkeit
Mit der Besetzung Südbadens am Ende des Zweiten Weltkriegs hatten die deutschen Gerichte dort zunächst ihre Tätigkeit eingestellt. 
Durch Verfügung der französischen Militärregierung vom 25. September 1945 wurde eine badische Justizverwaltung eingerichtet, zu deren Chef Paul Zürcher ernannt wurde. Mit Wirkung vom 1. April 1946 wurde diese Justizverwaltung umbenannt in Badisches Justizministerium — Französisches Besatzungsgebiet — und Zürcher erhielt die Amtsbezeichnung Ministerialdirektor. Seine am 16. Oktober 1945 erlassene Verfügung schuf eine Organisation der Land- und Amtsgerichte, die auf den bestehenden Strukturen aus der Zeit der Republik Baden aufbaute. Die Gerichte nahmen ab 20. Oktober 1945 offiziell wieder die Arbeit auf, die seit dem 1. April 1945 geruht hatte.
Da das bisher zuständige Oberlandesgericht Karlsruhe nun in der amerikanischen Zone lag, wurde am 12. März 1946 ein eigenes Oberlandesgericht mit Sitz in Freiburg errichtet, das seine Arbeit offiziell am 1. April 1946 aufnahm.

### Landgerichte
| Gericht                 | Ort                  | Anmerkungen         |
| ----------------------- | -------------------- | ------------------- |
| Landgericht Freiburg    | Freiburg im Breisgau |                     |
| Landgericht Konstanz    | Konstanz             |                     |
| Landgericht Offenburg   | Offenburg            |                     |
| Landgericht Waldshut    | Waldshut             |                     |
| Landgericht Baden-Baden | Baden-Baden          | ab 21. Oktober 1950 |

### Amtsgerichte
| Gericht                          | Ort                    | Landgericht           | Anmerkungen                   |
| -------------------------------- | ---------------------- | --------------------- | ----------------------------- |
| Amtsgericht Bonndorf             | Bonndorf               | Landgericht Freiburg  |                               |
| Amtsgericht Breisach             | Breisach               | Landgericht Freiburg  |                               |
| Amtsgericht Emmendingen          | Emmendingen            | Landgericht Freiburg  |                               |
| Amtsgericht Freiburg im Breisgau | Freiburg im Breisgau   | Landgericht Freiburg  |                               |
| Amtsgericht Kenzingen            | Kenzingen              | Landgericht Freiburg  |                               |
| Amtsgericht Lörrach              | Lörrach                | Landgericht Freiburg  |                               |
| Amtsgericht Müllheim             | Müllheim               | Landgericht Freiburg  |                               |
| Amtsgericht Neustadt             | Neustadt               | Landgericht Freiburg  |                               |
| Amtsgericht Staufen              | Staufen im Breisgau    | Landgericht Freiburg  |                               |
| Amtsgericht Waldkirch            | Waldkirch              | Landgericht Freiburg  |                               |
| Amtsgericht Donaueschingen       | Donaueschingen         | Landgericht Konstanz  |                               |
| Amtsgericht Engen                | Engen                  | Landgericht Konstanz  |                               |
| Amtsgericht Konstanz             | Konstanz               | Landgericht Konstanz  |                               |
| Amtsgericht Messkirch            | Messkirch              | Landgericht Konstanz  |                               |
| Amtsgericht Pfullendorf          | Pfullendorf            | Landgericht Konstanz  |                               |
| Amtsgericht Radolfzell           | Radolfzell             | Landgericht Konstanz  |                               |
| Amtsgericht Singen               | Singen am Hohentwiel   | Landgericht Konstanz  |                               |
| Amtsgericht Stockach             | Stockach               | Landgericht Konstanz  |                               |
| Amtsgericht Überlingen           | Überlingen             | Landgericht Konstanz  |                               |
| Amtsgericht Triberg              | Triberg                | Landgericht Konstanz  |                               |
| Amtsgericht Villingen            | Villingen              | Landgericht Konstanz  |                               |
| Amtsgericht Achern               | Achern                 | Landgericht Offenburg | 21.10.1950 zum LG Baden-Baden |
| Amtsgericht Baden-Baden          | Baden-Baden            | Landgericht Offenburg | 21.10.1950 zum LG Baden-Baden |
| Amtsgericht Bühl                 | Bühl                   | Landgericht Offenburg | 21.10.1950 zum LG Baden-Baden |
| Amtsgericht Ettenheim            | Ettenheim              | Landgericht Offenburg | 15.5.1950 zum LG Freiburg     |
| Amtsgericht Gengenbach           | Gengenbach             | Landgericht Offenburg |                               |
| Amtsgericht Gernsbach            | Gernsbach              | Landgericht Offenburg | 21.10.1950 zum LG Baden-Baden |
| Amtsgericht Kehl                 | Kehl                   | Landgericht Offenburg |                               |
| Amtsgericht Lahr                 | Lahr                   | Landgericht Offenburg |                               |
| Amtsgericht Oberkirch            | Oberkirch              | Landgericht Offenburg |                               |
| Amtsgericht Offenburg            | Offenburg              | Landgericht Offenburg |                               |
| Amtsgericht Rastatt              | Rastatt                | Landgericht Offenburg | 21.10.1950 zum LG Baden-Baden |
| Amtsgericht Wolfach              | Wolfach                | Landgericht Offenburg |                               |
| Amtsgericht Säckingen            | Säckingen              | Landgericht Waldshut  |                               |
| Amtsgericht St. Blasien          | St. Blasien            | Landgericht Waldshut  |                               |
| Amtsgericht Schopfheim           | Schopfheim             | Landgericht Waldshut  |                               |
| Amtsgericht Schönau              | Schönau im Schwarzwald | Landgericht Waldshut  |                               |
| Amtsgericht Waldshut             | Waldshut               | Landgericht Waldshut  |                               |

### Disziplinargerichtsbarkeit
Durch Gesetz vom 13. August 1948 wurden als Dienststrafgerichte Dienststrafkammern bei den Landgerichten Freiburg und Konstanz und ein Dienststrafhof beim Oberlandesgericht Freiburg eingerichtet.

## Arbeitsgerichtsbarkeit
Zunächst waren die ordentlichen Gerichte auch für Streitigkeiten in Arbeitssachen zuständig. Zum 27. Juni 1949 wurden ein Landesarbeitsgericht in Freiburg und Arbeitsgerichte in Rastatt, Offenburg, Freiburg, Lörrach, Villingen und Radolfzell eingerichtet.

## Verfassungsgerichtsbarkeit
Artikel 109 der Verfassung des Landes Baden vom 22. Mai 1947 sah einen Staatsgerichtshof zur Entscheidung von Verfassungsstreitigkeiten vor. Am 7. September 1948 wurde der Staatsgerichtshof durch Gesetz errichtet. Dabei wurde bestimmt, dass der Staatsgerichtshof gleichzeitig Kompetenzgerichtshof sein, also im Streitfall entscheiden solle, ob die ordentlichen oder die Verwaltungsgerichte für einen Prozess zuständig seien.
Zudem sah Artikel 87 der Verfassung einen Hohen Staatsgerichtshof zur Ahndung von Gesetzesverstößen der Regierungsmitglieder vor. Auch der Hohe Staatsgerichtshof wurde durch das Gesetz vom 7. September 1948 eingerichtet und sollte ausschließlich aus Mitgliedern des Landtags bestehen.

## Verwaltungsgerichtsbarkeit
Zum 1. Oktober 1946 nahm der Verwaltungsgerichtshof Freiburg seine Tätigkeit auf. Zum 1. April 1947 wurden Verwaltungsgerichte in Freiburg, Konstanz und Baden-Baden eingerichtet.

## Dienstgerichtsbarkeit für Richter
Nach Artikel 111 der Verfassung vom 22. Mai 1947 sollte ein Dienststrafhof für Richter grobe Pflichtverletzungen, aber auch schwere außerdienstliche Verfehlungen von Richtern ahnden. Durch Gesetz vom 13. August 1948 wurde beim Oberlandesgericht ein Dienststrafhof für Richter eingerichtet.

## Gerichte auf besatzungsrechtlicher Grundlage
Südbaden gehörte zur französischen Besatzungszone, und die französische Militärregierung errichtete eigene Gerichte. Gemäß einer Verfügung vom 2. März 1946 bestanden folgende französischen Gerichte: Ein Oberstes Gericht (Tribunal Général), das für die ganze französische Besatzungszone zuständig war, hatte seinen Sitz in Rastatt. In Freiburg saß das für ganz Südbaden zuständige Mittlere Gericht (Tribunal Intermédiaire), und Untergerichte (Tribunal Sommaire) bestanden in Baden-Baden, Donaueschingen Freiburg, Konstanz, Lörrach und Offenburg.
Ab dem 11. Juni 1948 arbeitete das Entschädigungsgericht Freiburg, ein ebenfalls von der französischen Militärregierung eingesetztes Gericht. Es hatte über den Ersatz von Schäden zu befinden, die französische Truppen oder Dienststellen in Baden verursacht hatten. Präsident und Vizepräsident des Gerichts waren französische Staatsbürger, die übrigen Richter Deutsche.